# Asesinato de Arlis Perry
Arlis Kay Perry (Linton, Dakota del Norte; 22 de febrero de 1955 - Stanford, California; 12 de octubre de 1974) fue una joven estadounidense de 19 años asesinada dentro de la Iglesia Memorial de Stanford, ubicada en los terrenos de la Universidad Stanford. El caso quedó sin resolver por más de 40 años, hasta que nuevas pruebas de ADN en 2018 permitieron a la policía inculpar a Stephen Blake Crawford, un guardia de seguridad del campus que supuestamente descubrió el cuerpo, como el perpetrador de dicho crimen. Se suicidó antes de que pudiera ser arrestado.

## Víctima
Natural del estado de Dakota del Norte, Arlis Kay Dykema, nombre de soltera, era pareja desde el instituto de Bruce D. Perry. La pareja se casó seis semanas antes de la muerte de ella, en agosto de 1974, y Perry se mudó a la Universidad de Stanford con su esposo, que era un estudiante de segundo año de Medicina. En el momento de su asesinato, ella trabajaba como recepcionista en un bufete de abogados local y ambos vivían en el campus de Quillen House, en Escondido Village.

## Asesinato
Alrededor de las 23:30 horas del 12 de octubre de 1974, la pareja discutió sobre un tema de su automóvil. Arlis le dijo a su esposo que quería orar sola dentro de la iglesia del campus, y se separaron. Bruce Perry se preocupó cuando su esposa no había regresado a casa a las 3:00 de la madrugada, llamando a la policía de Stanford y denunciando su desaparición. Los oficiales de la Oficina del Sheriff del Condado de Santa Clara se personaron en la iglesia, informando que todas las puertas exteriores estaban cerradas.
El guardia de seguridad del campus Stephen Crawford, un expolicía de Stanford, afirmó haber encontrado el cuerpo alrededor de las 5:45 de la madrugada del 13 de octubre, en el crucero este de la iglesia, cerca del altar. Fue encontrada boca arriba con las manos cruzadas sobre el pecho. En la parte posterior de la cabeza sobresalía un picahielos al que le faltaba parte del mango, que estaba roto. La policía también notó que Perry estaba desnuda de la cintura para abajo. Le habían insertado una vela del altar, de aproximadamente un metro de largo, hasta un tercio en la vagina, y otra estaba colocada entre sus senos. Sus jeans, con un patrón de diamantes, se encontraban sobre sus piernas.

## Investigación del caso
Crawford testificó ante la policía y declaró que había cerrado la iglesia poco después de la medianoche después de notar que no había actividad aparente dentro. También afirmó (más tarde se descubrió que era falso) haber revisado las puertas alrededor de las 2:00 de la madrugada, y descubrió que todavía estaban cerradas. Cuando Crawford visitó la iglesia a las 5:45 de la mañana para abrirla durante el día, dijo que encontró la puerta del lado oeste abierta y que había sido forzada desde adentro.
Los investigadores encontraron semen en un cojín para arrodillarse cerca del cuerpo de Perry. También encontraron una impresión parcial de la palma en una de las velas. Ni el semen ni la huella coincidían con el marido ni con Crawford. El alguacil del condado de Santa Clara también descartó cualquier vínculo entre el asesinato y un episodio anterior en el que resultaron muertas tres personas en el área en febrero de 1973. El esposo de Perry, declarado sospechoso principal, finalmente fue descartado.
Al menos siete personas estuvieron en la iglesia durante la noche del 12 de octubre y la mañana del 13 de octubre; entre ellos estaban Perry y Crawford. Se identificaron otras cuatro personas, quedando un séptimo en desconocimiento. Un transeúnte notó que este joven estaba a punto de entrar a la iglesia alrededor de la medianoche. Tenía el pelo color arena, no llevaba reloj y era de constitución mediana.

## Desarrollos posteriores
El caso permaneció abierto y activo durante muchos años y nunca fue cerrado oficialmente ni tratado como un caso sin resolver, según el Departamento del Sheriff del Condado de Santa Clara. En 2018, sin embargo, Crawford fue vinculado definitivamente al asesinato después de una prueba más avanzada de ADN. El 28 de junio, cuando la policía llegó a la residencia de Crawford con una orden de allanamiento, Crawford cerró la puerta y se suicidó con una pistola antes de que pudiera ser arrestado.

### Posibles vínculos con «El hijo de Sam»
El asesino en serie David Berkowitz mencionó el asesinato de Perry en algunas cartas, sugiriendo que escuchó detalles del crimen de "Manson II", el presunto culpable. En el diario San Jose Mercury News, Jessie Seyfer señaló que "los investigadores entrevistaron a Berkowitz en prisión y ahora creen que no tiene nada de valor que ofrecer" con respecto al caso Perry. Sin embargo, el periodista de investigación Maury Terry señaló que Berkowitz había ofrecido información voluntaria sobre el caso sin que se le solicite.
Los vínculos entre David Berkowitz y el asesinato de Perry se describieron en el documental de Netflix The Sons of Sam: A Descent into Darkness.